# Juan de Piña
Juan Izquierdo de Piña (Buendía, Cuenca, 1566 - Madrid, 1643), escritor español del Siglo de Oro.

## Biografía
Tuvo una educación humanista. Fue «escribano de provincia», esto es, lo que hoy se llama «escribano de actuaciones». En 1594 se titulaba ya «escribano de Su Majestad», por entonces el declinante Felipe II. Fue un apasionado auténtico de Lope de Vega, quien le concedió su amistad. En sus obras se llama él mismo de hecho «el mayor y más antiguo amigo de Lope de Vega»; en efecto, parece ser que se conocieron ya desde muy jóvenes. Incluso le sirvió de alcahuete a Lope en sus cuantiosos lances de amor y lo acompañaba en sus viajes por los alrededores de Madrid y Toledo. Intervino como escribano en su boda con Juana de Guardo y en la profesión como monja de su hija sor Marcela con motivo de la dote. Su admiración se extendió a escribir incontables versos de alabanza para las obras que iba sacando su amigo. Lope correspondió dedicándole varias obras suyas y mencionándolo en verso y prosa no pocas veces. Además, Juan de Piña fue el notario preferido por Lope, y ante él otorgó más de cincuenta escrituras.

## Obra
Poseía cualidades de invención y originalidad y era hábil en la narración; extrañamente para la época, no le interesaba la moralidad tanto como el estilo y el lenguaje, deliciosamente frívolo y finamente decorativo.
Escribió colecciones de novela cortesana como Novelas exemplares y prodigiosas historias (Madrid, 1624), que contiene siete: La duquesa de Normandía, El celoso engañado, Los amantes sin terceros, El casado por amor, El engaño en la verdad, Amor por ejemplo y El matemático dichoso. Este volumen incluye también una comedia, Amar y disimular. 
Otra de sus colecciones es Varias fortunas (Madrid: 1627), que contiene cuatro: Las fortunas de don Antonio Hurtado de Mendoza, Fortunas del segundo Orlando, Fortunas de la duquesa de Milán, Leonor Esforzia, y Próspera y adversa fortuna del tirano Guillermo, rey de la Gran Bretaña. Esta obra incluye también una comedia, Las fortunas del príncipe de Polonia.
Casos prodigiosos y cueva encantada (Madrid, 1628), que tuvo una Segunda parte de los casos prodigiosos (Madrid, 1629), es una obra extrañamente original, montada sobre el recurso convencional en la comedia de capa y espada de la mujer travestida de hombre, en este caso Blanca, enamorada del protagonista del libro, Juan; pero la obra es mucho más que eso y transcurre en París, alternando los episodios realistas con fantásticas e inverosímiles ensoñaciones simbólicas y un descriptivismo fantasioso que no resulta desabrido; hay cierto afán esteticista y un deseo, idealista y aristocrático, de elegancia que resulta extrañamente decadente. Al margen de la habitual galofobia hispánica de entonces, lo francés aparece alabado, enaltecido y mirado con simpatía. 
Otras obras suyas son Epítome de las fábulas de la antigüedad (Madrid, 1635).
- Datos: Q5577237
- Multimedia: Juan de Piña / Q5577237
- Textos: Autor:Juan de Piña